# 紅腹絲隆頭魚
紅腹絲隆頭魚，又稱紅腹絲鰭鸚鯛，為輻鰭魚綱鱸形目隆頭魚亞目隆頭魚科的其中一種，分布於西印度洋區，包括紅海北部、阿曼、斯里蘭卡等海域，棲息深度3-43公尺，體長可達7.5公分，棲息在珊瑚礁海域，以浮游生物為食，生活習性不明，可作為觀賞魚。

## 擴展閱讀
維基物種上的相關：紅腹絲隆頭魚